# محمود محمد عمارة
محمود محمد عمارة (1929 - 2015)، داعية وعالم دين مسلم مصري. ولد يوم 20 مارس 1929 في قرية سلامون بمركز الشهداء في محافظة المنوفية. حصل علي الماجستير عام 1970م وعلى الدكتوراه عام 1975م. كان أستاذًا لأصول الدين بجامعة الأزهر في القاهرة وله مؤلفات عديدة في الدعوة والثقافة الإسلامية. ويعتبر من تلامذة الشيخ محمد الغزالي، ومن مؤسسي كلية أصول الدين في محافظة المنوفية مسقط رأسه. كان له برنامجًا إذاعيًا شهيرًا في إذاعة القرآن الكريم باسم برنامج شعب الإيمان. توفى صباح يوم السبت الموافق 20 ديسمبر 2015م.

## مؤلفاته
له مؤلفات عديدة في الدعوة والثقافة الإسلامية، من أبرزها:
- مؤمن آل فرعون ودروس في الدعوة، مكتبة الإيمان للنشر والتوزيع - المنصورة، ط1 1997م.[3]
- الحدود في الإسلام بين الوقاية والعلاج، مكتبة الإيمان للنشر والتوزيع- المنصورة.[4]
- دراسات إسلامية في علم الاجتماع، مكتبة جزيرة الورد، 2012م.[4]
- مع الأسرة المسلمة، مكتبة الإيمان للنشر والتوزيع، 2004م.[4]
- أمريكا للبيع، وكالة الأهرام للتوزيع، 1991م.[4]
- أوراق مهاجر، الهيئة المصرية العامة للكتب.[4]
- فقه الدعوة، مكتبة الإيمان للتوزيع والنشر.[4]
- نحو مجتمع بلا مشاكل، مكتبة الإيمان للتوزيع والنشر.[4]
- الدعوة بين ما ينبغي وما يبتغي، مكتبة الإيمان للتوزيع والنشر.[4]